# Santa Maria Assunta (Adria)

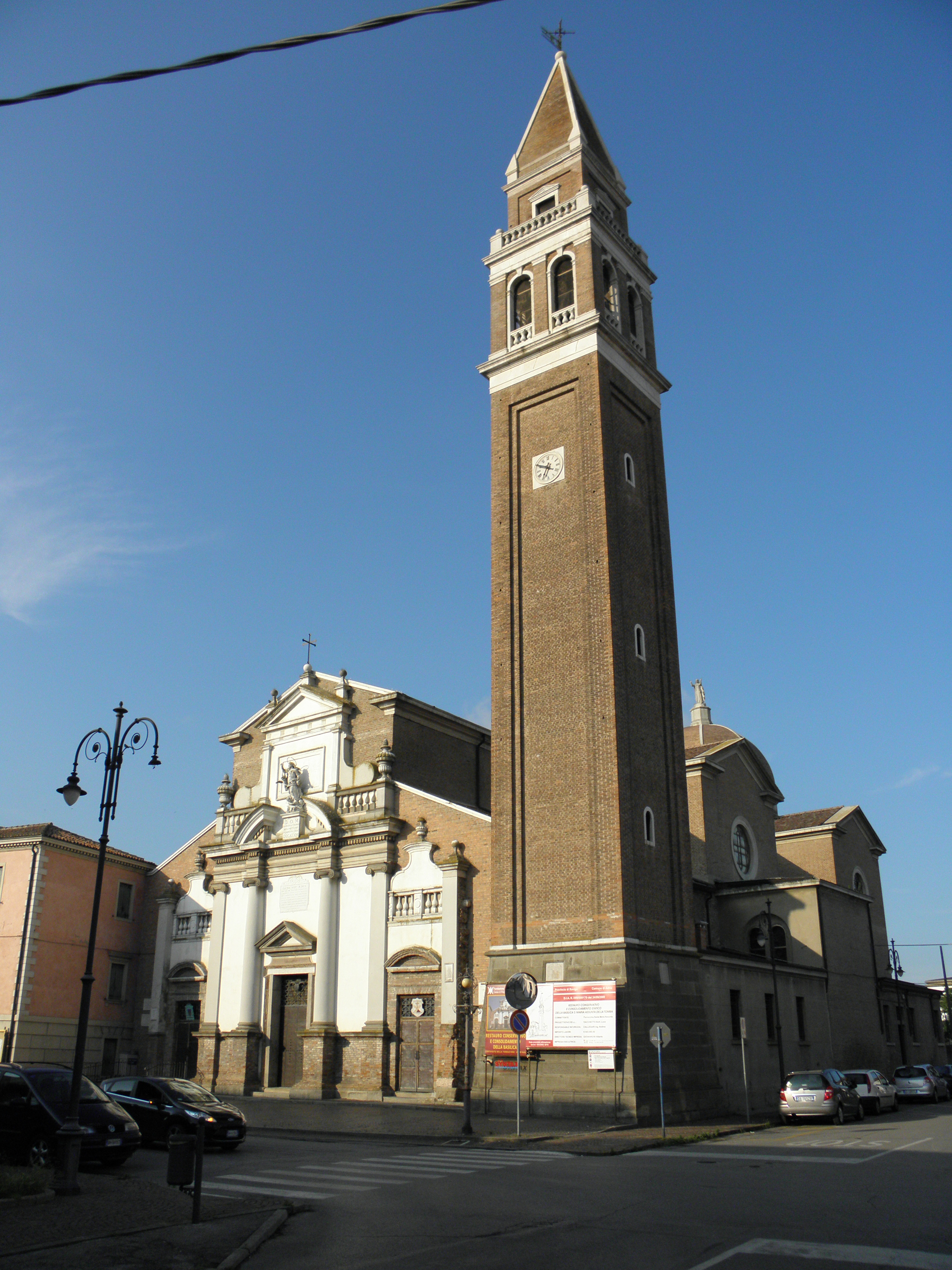
Santa Maria Assunta

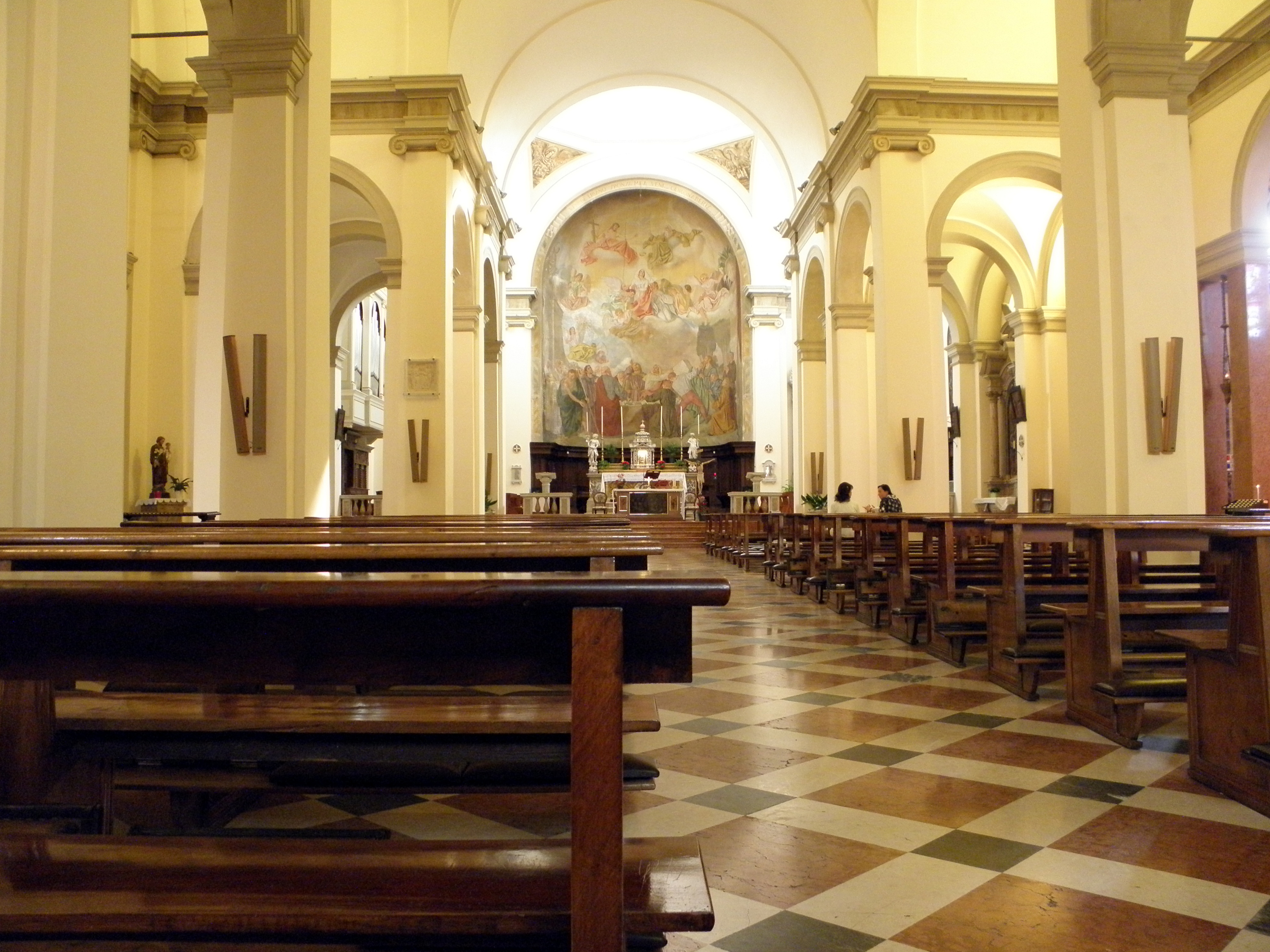
Innenraum

Die Basilika Santa Maria Assunta della Tomba ist eine römisch-katholische Kirche in der venetischen Gemeinde Adria, Italien. Die Pfarrkirche des Bistums Adria-Rovigo trägt ab immemorabili den Titel einer Basilica minor. Die Kirche vom Anfang des 18. Jahrhunderts geht auf frühchristliche Vorgängerbauten zurück.

## Geschichte
Trotz wiederholter Renovierungen und Erweiterungen wird die Kirche als das älteste bestehende sakrale Bauwerk der Polesine angesehen, das auf der bereits bestehenden Basilica della Tomba aus den ersten Jahrhunderten der christlichen Zeitrechnung und vermutlich auf den Überresten einer älteren heidnischen Basilika errichtet wurde.
Der Beiname Tomba („Grab“) wird verschieden gedeutet. Er könnte auf die Nähe des Gebäudes zu einem Grab aus der römischen Epoche zurückgehen oder auf die Höhenlage (ad tumulum) des Geländes im Vergleich zu den benachbarten Gebäuden.
Ihr heutiges Aussehen verdankt die Kirche vor allem der letzten Umgestaltung im Jahr 1718 mit dem vorgerückten Bau der neuen Fassade sowie einigen kleineren Eingriffen in den 1930er und 1940er Jahren.

## Architektur
Die dreischiffige Basilika besitzt ein mittiges Querhaus und eines auf Höhe des Altarraums, der von einer Kuppel auf einem durchfensterten Tambour beleuchtet wird. Die abschließende runde Apsis ist nur wenig ausgewölbt. Auf der rechten Eingangsseite erhebt sich der Glockenturm. Wichtigster Teil des Fassadenschmucks ist die Statue der Mariä Himmelfahrt im gebrochenen Giebel über dem Hauptportal, ein Werk des paduanischen Bildhauers Giacomo Contiero.

## Ausstattung

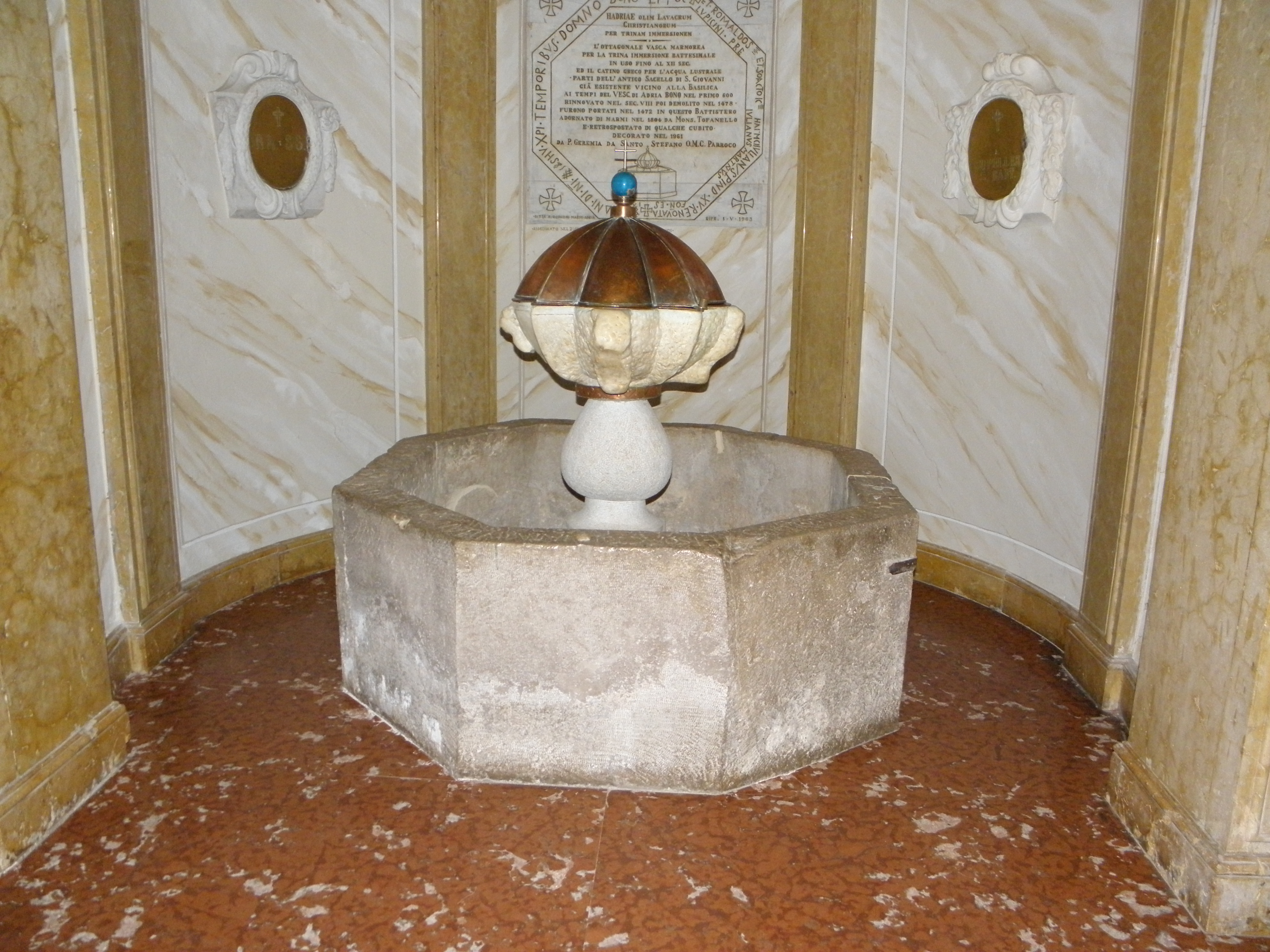
Taufbecken

Die Kirchenausstattung umfasst unter anderem Werke aus dem 16. Jahrhundert; ein Fresko mit einer Gnadenmutter, einem Kruzifix und einem Hochrelief aus bemalter Terrakotta, das von einigen Quellen als Teil eines Altars aus dem 15. Jahrhundert bezeichnet wird, von dem sich weitere Fragmente in der Sammlung des Bocchi-Museums befinden, und das eine Dormitio Virginis darstellt, die von dreizehn Figuren ungewisser Herkunft bewacht wird, die im Laufe der Zeit sowohl dem Meister von Modena, der später für Niccolò Baroncelli verworfen wurde, als auch Jacopo della Quercia und Michele da Firenze zugeschrieben wurden. Ein Kreuzweg wurde 1955 von dem adriatischen Schnitzer Attilio Sacchetto angefertigt und gestiftet.
Das Taufbecken ist der älteste Teil der Ausstattung und sein Aussehen ist auf die Kombination des ursprünglichen Beckens aus dem 6. Jahrhundert mit dem Becken aus einer etwas späteren Zeit. Das große, achteckige Becken wurde bei Ausgrabungen im Bereich der Adria-Thermen unweit des Grabmals gefunden und später im Inneren des Gebäudes rekonstruiert. Das später angefertigte Becken befand sich ursprünglich in einem nahen, dem heiligen Stephanus gewidmeten Sakralbau. Auf dem Taufbecken ist eine Inschrift zu Ehren von Bischof Bono, dem zweiten Bischof der Diözese Adria, zu sehen.